# 7113 Ostapbender
7113 Ostapbender este un asteroid din centura principală de asteroizi.

## Descriere
7113 Ostapbender este un asteroid din centura principală de asteroizi. A fost descoperit pe 29 septembrie 1986 la Observatorul de Astrofizică din Crimeea de Liudmila Karacikina. Asteroidul prezintă o orbită caracterizată de o semiaxă mare de 2,96 ua, o excentricitate de 0,05 și o înclinație de 12,7° în raport cu ecliptica.